# HinaBitter♪
《HinaBitter♪》是KONAMI公司的虛擬偶像企劃（正式名稱：Web聯動型音樂配信企畫）。
本次企劃監修是由〈Zektbach敘事詩〉的音樂製作人TOMOSUKE（舟木智介），原畫為韓國籍日系插畫家CUTEG。

## 概要
商業設施的擴展下，少女們的故鄉日向美商店街開始沒落，五名少女組成了樂團展開了復興商店街的活動。
官方將其背後故事發表在各種地方，必須關注Facebook、YouTube上的消息和街機的樂曲配信，即可了解每一首歌曲和每一個角色的故事。
此外還有發行漫畫、輕小說還有專輯。

### STAFF
- 企劃・原案・音樂監修 - 舟木智介
- 角色設計 - CUTEG
- 背景設計 - くろのくろ
- LOGO設計 - sachi
- 角色變換設計 - にゃいーん。
- WEB制作 - 株式会社アルコル
- 原稿協力 -
- 漫畫 -
- 小說 - 八奈川景晶、しまもと苺

## 登場角色

### 日向美Bitter Sweets♪
以下的樂團和歌曲名稱在台灣以日本原廠街機模式(日文)，為非正式代理翻譯，後面附上原文(日文)。
《Hinabita》故事的主角群，是日向美商店街的少女為了拯救曾經繁榮現以冷漠的商店街，組成了樂團《日向美Bitter Sweets♪》，以《宛如凜風中綻放的花》(凜として咲く花の如く)正式演出。
山形茉莉花（やまがた まりか） 声優 - 日高里菜
16歲，9月22日出生。
日向美商店街唱片店「Saudade」(サウダージ)的女兒，《日向美Bitter Sweets♪》的隊長，位置是鍵盤手。喜歡甜食。
主題曲：戀愛與金剛（戀とキングコング）

和泉一舞（いずみ いぶき）声優 - 津田美波
16歲，8月10號出生。
日向美商店街唱片店「和泉洋裝」(いずみ洋装店)的女兒，《日向美Bitter Sweets♪》的初期成員(樂團一開始只有茉莉花和一舞)，位置是貝斯手，茉莉花的青梅竹馬，喜愛VOCALOID音樂，喜歡的暱稱是「伊芙」(イブ)，特別受到女孩子喜歡，樂團成立後變本加厲，甚至地方上有了「伊芙大人粉絲俱樂部」。
主題曲：伊芙的時代！（イブの時代っ!)

芽兔咩嗚（めう めう）声優 - 五十嵐裕美
14歲，8月5日出生。(備註：自稱永遠的14歲，實際年齡不詳)
日向美商店街印章店「兔月堂」的女兒，《日向美Bitter Sweets♪》的成員之一，學校成績不理想，卻以「天才鼓手」的傳說被茉莉花看上，位置是爵士鼓手，擁有自己作曲的能力，一直帶著的耳機兩側皆有「兔」字，是一個電波女並喜愛著秋叶原文化，時常將樂團成員和自己進行COSPLAY，口頭禪是MEU(同自己的名子咩嗚)，喜愛DrumMania街機，能力十分強能輕鬆將高難度普面FC(FULL COMBLE)。
主題曲：芽兔芽兔平坦坦！！（めうめうぺったんたん!!）

春日 咲子（かすが さきこ）声優- 山口愛
15歲，2月4日生。
日向美商店街女僕咖啡廳「Chat Noir」的女兒，《日向美Bitter Sweets♪》的成員之一，位置是原聲吉他手(搭配樂團也會使用電吉他)，工作能力良好，經常穿女僕裝幫忙店裡的事情。父母親離婚，關係複雜。成績優秀，和茉莉花等人同校
主題曲：非常非常，感謝你。（とってもとっても、ありがとう。）

霜月 凛（しもつき りん）声優 - 水原薫
17歲，11月3日生。
日向美商店街舊書店「霜月書林」的女兒。《日向美Bitter Sweets♪》的成員之一，位置是電吉他手。左眼下有一個淚痣，喜歡澁澤龍彦、三島由紀夫、夢野久作的小說。個性上是無口和中二病，會用其他人家中的商店名稱作為稱呼。
主題曲：虛空與光明的演講稿(虛空と光明のディスクール)

### Coconatsu（ここなつ）
《Coconatsu》是和《日向美Bitter Sweets♪》互相當成對手的另一個樂團，在第三季正式豋場。成員為東雲姐妹，跟《日向美Bitter Sweets♪》不同的是《Coconatsu》為職業偶像，是商務設施「未來之塔‧星夢」的代言人。因為過度練習而累倒了，最後解除經濟人的企劃，姐姐東雲夏陽也從敵對關係變成稍微友好，成為自由偶像後和《日向美Bitter Sweets♪》等人合作。
東雲 夏陽（しののめ なつひ）声優 - 日南結里
櫻野高校一年級偶像雙胞胎的姐姐。6月12日生。
都市的少女，不息冠鄉村氣息。具有職業級的偶像自覺，一開始覺得自己的隊伍《Coconatsu》比起《日向美Bitter Sweets♪》而自負，妹妹心菜卻很喜歡《日向美Bitter Sweets♪》。喜歡電子音樂(EDM)。
會用自創的方式稱呼別人，習慣是商品加樂器，例如竹輪鍵盤(茉莉花)、印章爵士鼓(咩嗚)。和一舞不合。
造型是紅髮藍眼。

東雲 心菜（しののめ ここな）声優 - 小澤亞李
櫻野高校一年級偶像雙胞胎的妹妹。6月12日生。
不擅長與人溝通，會使用平板電腦作為交流工具，喜歡小動物，特別是貓，愛吃甜食。因為和《日向美Bitter Sweets♪》成員很親近而常常被姐姐唸。。喜歡流行電音，電子樂(實際名稱:Electronica)，
平日會帶眼鏡，在舞台上則會拿掉。
造形是藍髮紅眼。和姐姐顏色相反。

### 其他
日向竹輪君(ひなちくん)
商店街的吉祥物，主題是野兔和竹輪，用武將為造型的吉祥物，由《日向美Bitter Sweets♪》編寫的主題曲《ひなちくんのうた》。

星見 日向（ほしみ ひなた）
日向美商店街的大學生。COSPLAY動漫咖啡廳的，咩嗚的青梅竹馬，就讀東京大學，喜歡商店街的鄉村氣息，暗中支持《日向美Bitter Sweets♪》。

久領堤纏（くりょうづつみ まとい）
倉野川市観光課的職員。10月1日生。
在倉野川市観光課中心上班，隸屬於「ふるさと倉野川ＴＭＯ」，作為部落革管理原登場，
神奈川人，遇到《日向美Bitter Sweets♪》之後愛上這邊而決定一起復興小鎮。
因為名子發音頗常，被稱呼為「觀光課的大姐姐」(茉莉花等人的稱呼)。

## 專輯

### ひなビタ♪ ORIGINAL SOUNDTRACK
『ひなビタ♪ ORIGINAL SOUNDTRACK』（ひなびた♪ オリジナル・サウンドトラック）是2013年9月18日以《日向美Bitter Sweets♪》由科樂美數位娛樂發行的專輯。
收錄曲
1. 戀愛與金剛(恋とキングコング)
（作詞・作曲：ササキトモコ）
山形茉莉花的主題曲。『pop'n music』系列中的名稱是「スイーツポップ」。
2. 伊芙的時代！(イブの時代っ!)
（作詞：末永茉己、作曲：藤田淳平(Elements Garden)）
和泉一舞的主題曲。『『pop'n music』系列中的名稱是「ハイテンションギャルロック」。
3. 芽兔芽兔平坦坦！！(めうめうぺったんたん!!)
（作詞：夕野ヨシミ(IOSYS)、作曲：ARM(IOSYS)）
芽兎咩嗚的主題曲。『pop'n music』系列中的名稱是「萌えおこし電波ソング」。
4. 非常非常，感謝你。(とってもとっても、ありがとう。)

春日咲子的主題曲。『pop'n music』系列中的名稱是「グラティテュード」。
5. 虛空與光明的演講稿(虚空と光明のディスクール)
（作詞：、作曲：TOMOSUKE）
霜月凛的主題曲。『pop'n music』系列中的名稱是「文学少女ロック」。
6. 宛如凜風中綻放的花~Hinabita edition~(凛として咲く花の如く〜ひなビタ♪ edition〜)
（作詞：あさき、作曲：TOMOSUKE）
BEMANI系列收錄曲翻取。全員共同演出。
7. 日向竹輪歌(ひなちくんのうた)
  - 日向美商店街吉祥物主題曲。由演出。雖然沒有在音樂遊戲上豋場、不過有出現在KONAMI公式PV上[2]。
8. 戀愛與金剛 (恋とキングコング)（練習@Chat Noir ver）
  - Chat Noir 設定練習的音源。
9. 伊芙的時代！(イブの時代っ!)（練習@Saudade ver）
  - Saudade 設定練習的音源。
10. 芽兔芽兔平坦坦！(めうめうぺったんたん!!)（練習@Saudade ver）
  - Saudade 設定練習的音源。
11. 非常非常，感謝你。(とってもとっても、ありがとう。)（練習@Chat Noir ver）
  - Chat Noir 設定播放的音源。
12. 虛空與光明的演講稿(虚空と光明のディスクール)（練習@Saudade ver）
  - Saudade 設定練習的音源。
13. 日向竹輪歌(ひなちくんのうた)（茉莉花&一舞ver）
  - 茉莉花和一舞版本。

### Bitter Sweet Girls!
『Bitter Sweet Girls!』（ビター・スウィート・ガールズ!）是科樂美數位娛樂於2014年3月19日發行的第二片原聲唱片，收錄包刮前六首重製曲以外新增了五首兩人合作的五首新歌和每人的形象曲。
收錄曲
1. 戀愛與金剛(戀とキングコング)
2. 伊芙的時代！(イブの時代っ!)
3. 芽兔芽兔平坦坦！！(めうめうぺったんたん!!)
4. 非常非常，感謝你。(とってもとっても、ありがとう。)
5. 虛空與光明的演講稿(虛空と光明のディスクール)
6. 宛如凜風中綻放的花~Hinabita edition~(凜として咲く花の如く〜ひなビタ♪ edition〜)
  - 第一首到第六首是『ひなビタ♪ ORIGINAL SOUNDTRACK』 再錄曲。
7. 竹輪聖代喲☆CKP(ちくわパフェだよ☆CKP)
（作詞：夕野ヨシミ(IOSYS)、作曲：ARM(IOSYS)、TOMOSUKE）
山形茉莉花・芽兎咩嗚演奏曲。『pop'n music』系列中的名稱是「スイーツプログレッシヴ」。
8. 淨化之月(カタルシスの月)
（作詞：有里泉美、作曲：藤田淳平(Elements Garden)）
霜月凛・和泉一舞演奏曲。『pop'n music』系列中的名稱是「エモーショナルデュオ」。
9. 恐怖★女僕餐點(ホーンテッド★メイドランチ)
（作詞：夕野ヨシミ(IOSYS)、作曲：ARM(IOSYS)）
春日咲子・芽兎咩嗚演奏曲。『pop'n music』系列中的名稱是「メイドメタル」。
10. 賜予毀滅的神靈之光(滅びに至るエランプシス)
（作詞：脇田潤、作曲：TOMOSUKE）
霜月凛・春日咲子演奏曲。『pop'n music』系列中的名稱是「浪漫歌謡」。
11. 奔跑、波蘿麵包(走れメロンパン)
（作詞・作曲：ササキトモコ）
山形茉莉花・和泉一舞演奏曲。『pop'n music』系列中的名稱是「フォーエバーフレンズ」。
12. 成員介紹！
  - TOMOSUKE樂曲五人的介紹曲。

  1. 黒髪乱れし修羅となりて / 霜月凛
  2. 空言の海 / 春日咲子
  3. cosmic agenda / 和泉一舞
  4. 恋はどう?モロ◎波動OK☆方程式!! / 芽兎咩嗚
  5. jet coaster☆girl / 山形茉莉花
13. 竹輪聖代喲☆CKP(ちくわパフェだよ☆CKP)（練習@Saudade ver）
14. 淨化之月(カタルシスの月)（練習@霜月書林ver）
15. 恐怖★女僕餐點(ホーンテッド★メイドランチ)（練習@Chat Noir ver）
16. 賜予毀滅的神靈之光(滅びに至るエランプシス)（練習@霜月書林ver）
17. 奔跑、波蘿麵包(走れメロンパン)（練習@Saudade ver）

### 未來棱鏡
『未來棱鏡』（ミライプリズム）是科樂美數位娛樂於2014年12月24日發行的第三片原聲唱片，加入了東雲夏陽・東雲心菜兩位的新曲目。

### Chocolate Smile Girls!!
『Chocolate Smile Girls!!』（チョコレート・スマイル・ガールズ!!）是科樂美數位娛樂於2015年3月25日發行的第四片原聲唱片，收入雙人表演曲和全體的演奏歌。

## 註解
1. ↑  .   [2016-05-09]. （原始内容存档于2016-05-10）.
2. ↑  ひなちくんのうた - KONAMI573ch （页面存档备份，存于） - YouTube
3. ↑  . ORICON STYLE. オリコン.   [2014年4月5日]. （原始内容存档于2014年4月7日）.

## 外部連結
- ひなビタ♪ 公式サイト（页面存档备份，存于）（シーズン1 - 3）
  - Webラジオ ひなビタ♪放送局（页面存档备份，存于）
  - アノネ!（ひなビタ♪メンバーによる音楽用語講座）（页面存档备份，存于）
- ひなビタ♪ ポータルサイト（页面存档备份，存于）（シーズン4以降）
  - 倉野川観光課だより（页面存档备份，存于）
  - 「日向美ビタースイーツ♪」紹介（页面存档备份，存于）
  - 「ここなつ」紹介（页面存档备份，存于）
- ひなビタ♪的Facebook專頁
- ひなビタ♪情報局的X（前Twitter）
- ひなビタ♪ ORIGINAL SOUNDTRACK
- Bitter Sweet Girls!
- Chocolate Smile Girls!!
- 富士見ファンタジア文庫 ひなビタ♪ 凛として咲く花の如く
- エイジプレミアム版 ひなビタ♪ 第一話
- 一迅社文庫 ひなビタ♪ Bitter Sweet Girls!（页面存档备份，存于）
- 一迅社web ひなビタ♪ Bitter Sweet Girls!（页面存档备份，存于）